# NGC 528
NGC 528 (другие обозначения — UGC 988, MCG 5-4-57, ZWG 502.83, IRAS01226+3324, PGC 5290) — линзообразная галактика (S0) в созвездии Андромеда. Открыта Генрихом Луи Д’Арре в 1865 году, описывается Дрейером как «тусклый, довольно крупный объект круглой формы, немного более яркий в середине». 
Во время наблюдений в 1979 году описана как «маленький, круглый, немного более яркий посередине и весьма яркий объект». На некотором расстоянии на юг от NGC 528 имеется яркая звезда.
NGC 528 входит в состав группы галактик NGC 507.
Галактика имеет угол наклона ∼ 70, и при наблюдении четко выделяются её балдж и диск, что позволяет определять её вращательные свойства. Положение ядра в галактике несколько несимметрично, а  наблюдаемый балдж не относится к классическому варианту. Диск имеет относительно высокую скорость вращения — 300 км/с. Форма и состав диска и балджа привлекали внимание исследователей в 1998, 2004 и в 2016 годах.
Этот объект входит в число перечисленных в оригинальной редакции «Нового общего каталога».